# Adelby Bæk
Adelby Bæk (dansk) eller Adelbybek (tysk) er et ca. 5 km lang vandløb i det nordvestlige Angel i Sydslesvig i det nordlige Tyskland. Bækken har sit udspring ved Nykro i Hryrup kommune, fortsætter mod nordvest, løber øst om Tarup, inden den munder ved Adelby kirkegård i Flensborg ud i Lautrupsbæk. Åen har fået navn efter Adelby Sogn. Den har tilløb af Tarup Bæk.
Med opførelsen af nye boligkvarterer i den østlige del af Tarup blev et 1000 meter langt stykke af Adelbybæk restaureret og renatureret. Der blev blev placeret sten og grus i bækken og plantet træer langs vandkanten. Åen opfylder en vigtig funktion som frilufts-korridor og levested for mange forskellige planter og dyr.. Bækken fungerer på et stykke som grænse mellem Tarup og Sønderup. Bækken er første gang nævnt 1696.